# Anne Robert Jacques Turgot
Anne-Robert-Jacques Turgot (Parigi, 10 maggio 1727 – Parigi, 18 marzo 1781) è stato un economista e filosofo francese di orientamento fisiocratico; Luigi XVI gli affidò il controllo delle finanze e lui diede così vita al più organico tentativo di riforma conosciuto dalla Francia settecentesca.

## Biografia

### Gli studi
Nato a Parigi fu il figlio più giovane di Michel-Etienne Turgot, "Prevosto dei Mercanti" di Parigi, e di Madeleine Françoise Martineau de Brétignolles, di origini normanne.
Educato per entrare nella carriera ecclesiastica, venne ammesso alla Sorbona nel 1749 (dopo essere stato nominato abate di Brucourt) e fu autore in questo periodo di due apprezzate dissertazioni in Latino dal titolo Sui benefici della Religione Cristiana e Sul progresso storico della Mente Umana. La prima opera che mostra il suo interesse per l'economia è una lettera del 1749 sulle monete cartacee, indirizzata al suo amico De Cicé, nella quale Turgot si opponeva alla difesa, da parte di Terrasson, del sistema economico di John Law.
Turgot si mostrò anche molto versato nel componimento in versi, e tentò di introdurre nella lingua francese le regole della prosodia latina; la sua traduzione in francese del IV Libro dell'Eneide incontrò gli entusiasmi di Voltaire, il quale salutò quest'opera come l'unica traduzione in prosa per la quale aveva provato un sincero entusiasmo.
Nel 1750 Turgot prese l'importante decisione di non prendere la tonaca e ricevere gli ordini, dando come motivazione di non « [...] poter indossare una maschera per il resto della mia vita».

### La carriera
(Jeremy Rifkin, Entropia. La fondamentale legge della natura da cui dipende la qualità della vita, Arnoldo Mondadori Editore, Milano 1982, p.25)
Nel 1752 divenne sostituto, e in seguito consigliere, nel Parlamento di Parigi e nel 1753 venne eletto maître des requêtes. A Parigi frequentò diversi salotti letterari, fra i quali quello di Madame de Graffigny dove conobbe Madame Geoffrin, Madame du Deffand e Mademoiselle de Lespinasse(Jeanne Julie Éléonore de Lespinasse).
In questo stesso periodo incontrò i padri della teoria fisiocratica, François Quesnay e Vincent de Gournay, e con essi, l'abate André Morellet ed altri importanti economisti dell'epoca.
Nel 1755 e nel 1756 accompagnò in qualità di assistente l'"Intendente" del commercio de Gournay il cui motto laisser faire, laisser passer diventò il motto del liberismo economico.
Nel 1760, mentre viaggiava nell'est della Francia, fece visita a Voltaire, il quale divenne uno dei suoi più cari amici e sostenitori.
A quel tempo Turgot si dedicò allo studio di diverse branche della scienza e delle lingue antiche e moderne. Nel 1753 tradusse in francese le Questions sur le commerce di Josias Tucker e nel 1754 fu autore di una Lettre sur la tolérance civile e di un pamphlet dal titolo Le Conciliateur a sostegno della tolleranza religiosa. Tra il 1755 ed il 1756 fu autore di diversi articoli per la celebre Encyclopédie e tra il 1757 ed il 1760 fu autore di un articolo dal titolo Valeurs des monnaies, composto probabilmente per il Dictionnaire du commerce di Morellet. Nel 1759 apparve anche un suo Eloge de Gournay.

### Intendente di Limoges (1761 - 1764)
Nell'agosto 1761 Turgot venne eletto intendente della genéralité di Limoges, che comprendeva alcune delle zone più subissate dalle tasse e le più povere di tutta la Francia. Poiché era già molto addentro alle teorie economiche di Quesnay e Gournay, cercò di applicarne i principi in queste province.
La sua prima iniziativa fu di continuare l'operato del suo predecessore Tourny, cercando di fare un nuovo catasto della regione, con lo scopo di equilibrare una più equa tassazione, ottenendo una sostanziale riduzione fiscale della provincia.
Tra il 1762 ed il 1770 pubblicò il suo Avis sur l'assiette et la repartition de la taille e in qualità di presidente della Société d'agriculture de Limoges fece diverse conferenze sui principi della tassazione. Quesnay e Honoré Gabriel Riqueti de Mirabeau avevano proposto una "tassa proporzionale" (impôt de quotité) mentre Turgot propose una "tassa distributiva" (impôt de repartition).
Una sua ulteriore riforma fu l'eliminazione dell'istituto della corvée con una tassa in moneta imposta su tutta la provincia, i cui ricavi vennero utilizzati per la costruzione e la manutenzione delle strade, permettendo così il progresso delle vie di comunicazione che potessero incrementare il traffico di merci.
Nel 1769 scrisse le Mémoire sur les prêts à intérêt a seguito dello scandalo finanziario di Angoulême, in occasione del quale venne trattato scientificamente l'istituto del prestito a interesse, tralasciando le mere considerazioni morali degli ecclesiastici. In questo caso il punto di vista di Turgot era la necessità di raggiungere un compromesso tra la necessità di prestare denaro per la creazione di imprese e quella di ricavarne il più alto tasso d'interesse possibile.
Fra le altre opere scritte durante il suo periodo da intendente, si annoverano le Mémoire sur les mines et carrières e le Mémoire sur la marque des fers, nelle quali Turgot protestò animosamente contro l'ingerenza dello Stato a favore della libera competizione.

### Ministro
Il 20 giugno 1774, Turgot, grazie al rapporto di amicizia con il Conte di Maurepas, il principale consigliere del nuovo sovrano, Luigi XVI di Francia, ottenne l'incarico di Ministro della Marina; il 24 agosto dello stesso anno fu nominato anche Contrôleur général des finances. 
Accolto con grande calore da parte degli intellettuali e dai circoli riformatori, il nuovo ministro inviò al Re un breve memoriale contenente l'indicazione dei principi di governo: "Nessuna bancarotta, nessun aumento di imposte, nessun prestito". In ottemperanza a tali principi e proseguendo in parte sulla linea già tracciata dal suo predecessore Abate Terray, Turgot impose la soppressione di numerose sinecure, il contenimento delle spese di corte e cercò di imporre un maggior controllo da parte del Contrôle Général sulle spese degli altri dipartimenti. 
Più contenuti furono i suoi interventi in materia fiscale e tributaria: pur ipotizzando la sostituzione delle imposte indirette con una singola imposta sul valore dei terreni e 
una riforma comprensiva della Ferme Générale, si accontentò di abrogare alcuni octroi (dazi su determinati beni) e a rinnovare i contratti di riscossione negoziati da Terray imponendo solamente condizioni più stringenti in tema di personale amministrativo, migliorò l'esazione della taille e contenne gli abusi dei croupes (una speciale classe di pensioni pubbliche). In campo amministrativo, sostituì l'inefficiente compagnia che aveva tenuto il monopolio del salnitro con una régie pubblica, a capo della quale pose lo scienziato Lavoisier, migliorando non poco l'efficienza e la produzione di polvere da sparo e munizioni, e dispose il trasferimento dei servizi postali da un monopolista privato ad un servizio pubblico, sottoposto al diretto controllo del dipartimento delle finanze. 
Le iniziative di Turgot garantirono una considerevole riduzione del deficit e permisero di migliorare il credito nazionale al punto che, nel 1776, fu in grado di negoziare un prestito con un consorzio di banchieri olandesi al tasso di interesse del 4%. 
Al momento dell'assunzione in carica Turgot doveva affrontare una situazione economica estremamente precaria, soprattutto a causa di una dura carestia che aveva portato a forti rincari dei prodotti agricoli che avevano indotto l'Abate Terray ad abolire la limitata libertà di commercio del grano introdotta pochi anni prima in favore di una politica di intervento. 
Il 13 settembre 1774, Turgot promulgò un decreto di liberalizzazione del commercio di cereali, nonostante la forte opposizione del consiglio della corona e vivaci polemiche anche nei confronti con diversi illuministi Simon-Nicholas Henri Linguet e Necker, il quale criticò l'operato di Turgot nel suo Essai sur la législation et le commerce des grains. Il raccolto del 1774, tuttavia, fu più scarso del previsto e poco dopo scoppiò nelle campagne parigine, sottoposte a misure di requisizione per garantire l'approvvigionamento della capitale, una vera e propria guerra delle farine: i tumulti proseguirono per diversi mesi fino a quando, il 2 maggio 1775, a seguito di una manifestazione di contadini nelle vicinanze di Versailles, Luigi XVI impose un calmiere sui prezzi.
Nel gennaio 1776, dopo una lunga fase preparatoria, Turgot sottopose al Re ed al consiglio sei editti: quattro erano un ampliamento dell'editto sul libero commercio del grano e abolivano numerose cariche amministrative e sinecure relative al commercio di generi alimentari, il quinto sopprimeva le jurandes e le maîtrises, ovvero le corporazioni dei mestieri che controllavano e limitavano l'ammissione in molte manifatture, l'ultimo abrogava le corvée ed istituiva un'imposta generale di scopo sulla manutenzione delle strade a carico di tutti i proprietari terrieri. 
Il Parlamento di Parigi negò la registrazione degli editti ma il Re, accogliendo il suggerimento di Turgot stesso, dispose un lit de justice per superare l'opposizione e promulgare così le norme. Fu l'ultima vittoria del ministro. Le riforme della corte, l'introduzione del libero commercio interno, i tentativi di riforma dell'amministrazione e del sistema fiscale, così come la richiesta fatta al Re di sopprimere nel giuramento di incoronazione le frasi offensive nei confronti dei Protestanti alienarono il consenso dell'intera nobiltà, di gran parte dell'amministrazione civile, della corte e di numerosi finanzieri parigini mentre la Regina fu oltraggiata dal rifiuto di Turgot di garantire favori economici alla favorita, Contessa di Polignac. 

### Ultimi anni
Sostenuto dai soli illuministi, Turgot perse la fiducia di Luigi XVI il quale, su istigazione della moglie e di Maurepas, destituì il ministro il 12 maggio 1776. 
Turgot scrisse allora una lettera al re in cui prevedeva gli sviluppi successivi, ossia il verificarsi della rivoluzione francese:
Si ritirò a vita privata nel castello di La Roche-Guyon, di proprietà della duchessa di Enville ma non vi rimase a lungo: tornò a Parigi ove consacrò il resto della sua vita agli studi scientifici e letterari ed ottenne, nel 1777, la nomina di vice presidente dell'Académie des inscriptions et belles-lettres. Ivi morì il 18 marzo 1781. Dopo i funerali tenutisi presso la Chiesa di Saint-Sulpice, ricevette sepoltura, a Parigi, presso la cappella Notre-Dame dell'Ospedale degli Incurabili (oggi Ospedale Laennec) dove già riposava il padre.

### Articoli
- (EN) P. D. Groenewegen, Turgot and Adam Smith, in Scottish Journal of Political Economy, vol. 15, n. 3, novembre 1968,  pp. 271-287, DOI:10.1111/j.1467-9485.1968.tb00017.x.
- (FR) Portrait : Turgot 1727-1781, in La nouvelle lettre, n. 1062, gennaio 2011,  p. 8. URL consultato il 13 maggio 2012 (archiviato dall'url originale il 25 ottobre 2012).